# The Juice Is Loose
The Juice Is Loose (titulado O. J. anda suelto en España y Mi amigo Simpson en Hispanoamérica) es el noveno episodio de la séptima temporada de la serie Padre de familia emitido a través de FOX el 15 de marzo de 2009. El episodio está dirigido por Cyndi Tang y escrito por Andrew Goldberg.
La trama se centra en Peter, quien tras encontrar un ticket premiado de 1989 cuyo premio es jugar al golf con un famoso, escoge a O. J. Simpson, del que se hace amigo, lamentablemente es considerado non grata en Quahog.

## Argumento
Según el faldón negro del principio, este episodio es uno de los muchos "episodios perdidos" encontrados en el sótano de los Griffin; los eventos tienen lugar en marzo de 2007 (2 años antes de la emisión del episodio). El retraso de la emisión del mismo se debe a que O. J. Simpson estaba encarcelado antes de la emisión.
Mientras Lois deja a Stewie a cargo de Peter, este último recibe la visita de sus amigos, por lo que se olvida de él, mientras, Stewie intenta reparar la antena del tejado, ya que hay tormenta y la tele hace interferencias, una vez fuera, se queda atrapado, pues la ventana se ha cerrado y no puede entrar. Lois, al volver a casa, descubre a su hijo en el tejado y abronca a su marido por no vigilarle.
A la mañana siguiente, Peter decide arreglar la antena televisiva, pero acaba encontrando un ticket que ganó en una rifa de 1989 del que se olvidó canjear, ese ticket daba la oportunidad al premiado de jugar con su ídolo. Peter escoge jugar con O. J. Simpson dejando a su familia estupefactos, ya que piensan que Simpson es un elemento muy peligroso, sin embargo, Peter no cree a su familia cuando le dicen que estuvo acusado de matar a dos personas. En el bar le explica a Joe lo de O. J, y también coincide en lo mismo que su familia, para convencerle, le pide que reflexione sobre los cargos que le pesan mientras pasea y escucha de fondo Dust in the Wind, Peter entra en estado de pánico y le revela que tiene razón. Sus amigos le sugieren que espíe a Simpson mientras juegan al golf e intente hacerle confesar los asesinatos por los que fue absuelto, pero cuando el pinganillo que lleva al pecho se acopla, el exfutbolista le descubre, Simpson entonces lamenta haber sido declarado inocente por su mala fama. Con sentimientos de culpa, Peter cree que Simpson no tuvo nada que ver con esos crímenes del que se le acusa y se hace amigo de él.
Peter se lo lleva a casa y le presenta a su familia, los cuales se quedan helados aparte de mostrarse más intolerantes con el nuevo invitado que Peter, pronto empezarán a vivir con miedo en el cuerpo, sobre todo Lois y Brian, esta primera no se siente segura de estar a solas con él, nerviosa, le da permiso para que saque una lasaña del horno, pero debido a que el plato estaba ardiendo se cae al suelo, justo cuando Lois pisa sin querer se resbala sobre la comida dando a pensar en que la mujer ha sido duramente asesinada, cuando Brian la ve tendida en el suelo, le entra el pánico hasta que es calmada por la mujer.
Mientras, se corre la voz de que O. J. se encuentra en Quahog, por lo que Peter organiza una fiesta en el jardín para que sus vecinos lo conozcan mejor, pero en lugar de ello, se acerca una multitud furiosa que exige su marcha de la ciudad. Acorralado, Simpson se dirige al pueblo y les convence diciéndoles que él es tan imperfecto como los demás, las palabras calan hondo en los vecinos y se disculpan. Es entonces cuando los ánimos una vez calmados, coge un cuchillo y mata a tres personas antes de huir, siendo después perseguido por la turba, por otro lado, Peter declara "supongo que lo hizo".

## Producción
El episodio fue escrito por Andrew Goldberg y dirigido por Cyndi Tang, en aquel entonces Goldberg trabajaba de asistente de creación de Seth MacFarlane. David A. Goodman, productor ejecutivo de la serie valoró positivamente su trabajo. Antes de ponerse en marcha con el borrador, Goldberg presentó una serie de ideas de cómo podría ser la historia, finalmente MacFarlane se decantó por el borrador relacionado con O. J. Simpson, aunque tuvieron que mostrar una cortinilla al inicio que indicara que era un "episodio perdido" debido a que Simpson ingresó en prisión antes de la emisión del programa. Una de las características del episodio fue la escena de la actuación íntegra de Conway Twitty de su single I See the Want To In Your Eyes. Respecto al gag en cuestión, Chris Sheridan tuvo que explicar a los directores de la FOX las razones de por qué debería aparecer en el episodio.
Mike Henry prestó su voz a O. J. Simpson.[cita requerida] Como artistas invitados, la actriz Cathy Cahlin Ryan puso su voz a la mujer de Fred Goldman. Otros actores que colaboraron en el capítulo fueron Reid Bruton, Jules Green, Augie Castagnola, Virenia Lind.

## Recepción
Fue emitido el 15 de marzo de 2009. De acuerdo con la cuota de pantalla Nielsen fue visto por 7,21 millones de televidentes con una nota de 3.6 en los índices de audiencia demográficos de entre 18 a 49 años siendo el programa más visto por delante de Los Simpson, American Dad y King of the Hill.
En cuanto a las críticas, fueron en su mayoría negativas. Ahsan Haque de IGN puntuó el episodio con un 5,5 de 10 y comentó "es un episodio para nada memorable con poco brillo". Steve Heisler de The A.V. Club alegó que el capítulo era "solo chistes de dudoso gusto" y otorgó un "suficiente" al final de la crítica. Alex Rocha de TV Guide fue más benevolente y admitió haber disfrutado con el episodio con la excepción de la escena de Conway Twitty, calificado por los anteriores críticos de "cargante".